# Union Jack (groupe français)
Pour les articles homonymes, voir Union Jack (homonymie).
Union Jack est un groupe de ska punk français, originaire de la banlieue nord de Paris. Ils tournent en Europe et au Canada avec des groupes comme The Damned, UK Subs, et The Aggrolites. Leur style musical, très particulier, est aussi appelé « bad ska », bien qu'on puisse aussi rapprocher leur musique des groupes de Crack Rocksteady (Leftöver Crack, Morning Glory ou No-Ca$h par exemple) dont Union Jack a tiré la plus grande partie de ses influences.

## Biographie
Union Jack est formé en 1997, et composé à l’origine d'un guitariste chanteur, de Rude Ben (basse et chant) et de Skrack (à la batterie),. Le groupe s’enrichit en 2000 d’un saxophone. Entre 2001 et 2002, Union Jack publie trois démos que sont Yellin’ in Your Ears (2001), Live at the Beer Squat (2002), et Bad Ska (2002). En 2003, le groupe recrute un scratcheur. En 2004 sort l'EP You Don't Really Know Who I Am.
La formation de 2009 correspond à la formation initiale (guitare-basse-batterie) en live, le saxophone ayant quitté le groupe pour divergences politiques et le scratcher n'étant plus présent que sur les enregistrements et quelques rares live. Cette même année, le groupe publie son premier album studio, intitulé Tales of Urban Freedom, chez Guerilla Asso pour la France, et Beer Records pour l'international,. Sur ce premier opus, Skrack explique « qu'on a eu de très bon retour. En même temps on y a mis tellement de cœur et de trip pour le réaliser. »
En 2012 sort un deuxième album studio, Never Ending Struggle. Depuis 2014, la formation se compose de Tom (guitare, chant), Ben (basse, chant) et Antoine (batterie, chœurs). Au début de 2017 sort un troisième album studio, Supersonic,.

## Membres

### Membres actuels
- Tom - guitare, chant
- Ben - basse, chant
- Antoine - batterie, chœurs

### Anciens membres
- Skrack - batterie
- DJ Low Cut - scratch
- PEP - scratch
- Romain - batterie

## Discographie

### Albums studio
- 2009 : Tales of Urban Freedom
- 2012 : Never Ending Struggle
- 2017 : Supersonic
- 2019 : Violence
- 2025 : Acid Serenades

### EP, splits et démos
- 2001 : Yellin’ in Your Ears (démo)
- 2002 : Live at the Beer Squat (démo)
- 2002 : Bad Ska (démo)
- 2004 : You Don't Really Know Who I Am (EP)
- 2007 : Songs from the Grave (split avec The Gerbs)
- 2013 : Vaccines and Pills and Remixes (EP)
- 2013 : Deadpan (EP)
- 2022 : Classic Noise (EP)

### Compilation
- 2015 : 18.